# Canisy
Canisy es una comuna nueva francesa situada en el departamento de Mancha, de la región de Normandía.

## Historia
Fue creada el 1 de enero de 2017, en aplicación de una resolución del prefecto de Mancha de 22 de julio de 2016 con la unión de las comunas de Canisy y Saint-Ébremond-de-Bonfossé, pasando a estar el ayuntamiento en la antigua comuna de Canisy.

## Demografía
| Gráfica de evolución demográfica de Canisy entre 1800 y 2014 |
|                                                              |

Los datos entre 1800 y 2014 son el resultado de sumar los parciales de las dos comunas que forman la nueva comuna de Canisy, cuyos datos se han cogido de 1800 a 1999, para las comunas de Canisy y Saint-Ébremond-de-Bonfossé de la página francesa EHESS/Cassini. Los demás datos se han cogido de la página del INSEE.

## Composición
| Comuna delegada            | Código INSEE | Población (2013) | Superficie (km²) | Densidad (hab./km²) |
| -------------------------- | ------------ | ---------------- | ---------------- | ------------------- |
| Canisy                     | 50095        | 1042             | 6.25             | 167                 |
| Saint-Ébremond-de-Bonfossé | 50465        | 757              | 10.90            | 64                  |